# 金のしずく
金のしずく（きんのしずく）は、株式会社マルシンが製造している、徳島県産鳴門金時芋を使用した饅頭である。

## 特徴
外側より、生地・鳴門金時芋餡・芋の蜜の3層構造になっている。なお、白生餡をベースとした鳴門金時芋餡には四国の高級砂糖和三盆糖が練り込まれている。2022年9月時点ではインターネット通販では販売されておらず、徳島駅や徳島空港の売店、徳島県内の主要な土産店などで販売されている。県外では神戸淡路鳴門自動車道室津PAなど兵庫県淡路島島内で販売されている。

## その他
2018年10月20日に、姉妹菓子の『茶のしずく』とともに伊勢神宮に奉納されている。